# Espe gods
Espe gods är en dansk herrgård i Boeslunde, mellan Korsør och Skælskør i Slagelse kommun på Själland. Espe har varit k-märkt sedan 1918. Manbyggnaden uppfördes på 1700-tqlet, men renoverades till nyklassisk stil 1848. Espe har ägts av medlemmar av ätten Moltke sedan 1810. 
Espe gods är på 940 hektar med Bonderup och Lindeskovgaard.

## Historik
Danska kronan avstod 1561 Espe till Johan Friis i utbyte mot annan jordegendom. 
Espe köptes 1810 av Otto Joachim Moltke, som också 1825 köpte närbelägna Bonderup. Moltke lät uppföra en ny huvudbyggnad. Adam Gottlob Moltke, som kom att äga Espe i 90 år. Därefter ägdes Espe 1991-2013 av Adam Moltke-Huitfeldt, som också ägde Margreteholm utanför Mullsjö. Nuvarande ägare är dennes dotter Elise Moltke-Huitfeldt.